# Visite décennale des réacteurs nucléaires
La visite décennale des réacteurs nucléaires est un arrêt de tranche (arrêt de la production pour changer une partie du combustible nucléaire) particulier car il est associé à des essais et tests spécifiques de grande ampleur. Lors de la visite décennale (VD) est également réalisé un réexamen périodique de sûreté (en anglais periodic safety review), il s'agit d'un bilan réglementaire approfondi permettant d’analyser le respect des nouvelles normes depuis la dernière visite décennale, ainsi que la prise en compte du retour d’expérience du parc nucléaire mondial. La durée d’une VD est variable, entre 5 et 9 mois.

## En France
En France, chaque réacteur nucléaire a une visite décennale environ tous les 10 ans (dépend de la longueur des « cycles » entre deux rechargements). Comme à chaque arrêt de tranche pour rechargement, cela donne lieu à des interventions à l’occasion de l’arrêt du réacteur visité pendant lesquels trois types d’opérations sont réalisées : le rechargement du combustible nucléaire, la maintenance et les modifications de matériels, auxquels se rajoutent pendant une visite décennale des essais de grande ampleur (voir paragraphe « étapes techniques »).
Selon EDF, les visites décennales durent une centaine de jours, soit environ deux fois plus longtemps qu’un arrêt pour simple rechargement du combustible. La sous-traitance des activités de maintenance, qui représente 80 à 85 % du volume total, emploie sur l’ensemble du parc nucléaire français environ 20 000 intervenants extérieurs surnommés les « nomades du nucléaire ».
La durée des visites décennales est variable : la quatrième visite décennale des réacteurs de 900 MW, pouvant permettre leur exploitation jusqu'à 50 voire 60 ans est plus longue (entre 7 et 9 mois). De plus lourdes modifications sont effectuées afin d'augmenter le niveau global de sûreté et de se rapprocher de celui des réacteurs de troisième génération (type EPR) : ajout d'un stabilisateur de corium, déploiement de systèmes mobiles de secours, modernisation du contrôle-commande, etc.,.

### Étapes techniques
Une visite décennale d’un réacteur nucléaire comprend trois phases majeures :
- Épreuve hydraulique du circuit primaire : pendant laquelle la pression est portée à environ 200 bars au lieu des 155 bars de pression nominale d’exploitation[7].
- Inspection de la cuve du réacteur : à l’aide d’un robot muni d’outils de contrôle de l’intégrité de toutes soudures et du revêtement[8]
- Épreuve enceinte : ou test de résistance de l’enceinte en béton qui entoure le bâtiment réacteur, gonflé à 4 ou 5 fois la pression atmosphérique par une dizaine de compresseurs[9].

### Organismes acteurs dans une visite décennale
Lors d’une visite décennale, l’ASN possède, selon la loi française, la responsabilité de faire part de sa position sur l’aptitude du réacteur à la poursuite d’exploitation, sans toutefois que cet avis ne constitue une autorisation pour dix ans. L’ASN, pour conforter sa position, s’appuie sur l’institut de recherche IRSN et sur des groupes permanents d’une trentaine d’experts (GPR) nommés par l’ASN. Le GPR comprend des actifs et des retraités du nucléaire et des professionnels du génie civil ou du facteur humain.
À la demande des Commissions locales d’Informations, l'association française anti-nucléaire Groupement des scientifiques pour l’information sur l’énergie nucléaire (GSIEN) a réalisé des expertises indépendamment d’EDF lors de certaines visites décennales,,,.

### Parc français des réacteurs nucléaires

Carte des centrales françaises en activité, classées selon leur puissance

Calendrier de construction des centrales nucléaires françaises

Âge en 2020 des réacteurs nucléaires français à partir de la date de mise en service,.

Depuis décembre 2024, la France compte 18 centrales nucléaires en exploitation pour un total de 57 réacteurs nucléaires. Ces réacteurs sont de la filière à eau pressurisée. Le parc des 57 réacteurs est constitué de :
- 32 réacteurs de 900 MWe :
  - 4 réacteurs du palier CP0 : Bugey (4)
  - 18 du palier CP1 : Blayais (4), Dampierre (4), Gravelines (6) et Tricastin (4)
  - 10 du palier CP2 : Chinon (4), Cruas (4) et Saint-Laurent-des-Eaux (2)
- 20 réacteurs de 1 300 MWe :
  - 8 du palier P4 : Flamanville (2), Paluel (4) et Saint-Alban (2),
  - 12 du palier P’4 : Belleville (2), Cattenom (4), Golfech (2), Nogent (2) et Penly (2)
- 4 réacteurs de 1 500 MWe :
  - 4 du palier N4 : Chooz B (2) et Civaux (2)
- 1 réacteur de 1 630 MWe : 
  - l'EPR de Flamanville

### Calendrier des visites décennales
Les dates prévisionnelles sont calées au plus tard, après 10 ans d’exploitation depuis la VD précédente (épreuve hydraulique du circuit primaire) en tenant compte des arrêts d’exploitation pendant la période considérée.

« La date qui conditionne une visite décennale est celle de l’épreuve hydraulique du circuit sous pression (EHY). Une EHY n° 0 est faite avant d’installer la première recharge de combustible. À la fin du premier cycle d’usure de ce combustible, une visite complète (VC) est réalisée au cours de laquelle une nouvelle épreuve hydraulique est effectuée (EHY n° 1). La date de cette EHY n° 1 conditionne la visite décennale à venir. Lors de cette VD une nouvelle EHY doit être faite, qui, à son tour, reconditionne la programmation de la VD suivante ».

En raison de l’ouverture du marché et du règlement REMIT (en), les ajustements des dates d’arrêt programmé doivent être annoncées à l’avance vu l'impact potentiel sur le marché.
L’année indiquée est celle du début de l’arrêt pour visite décennale.
| Nom du réacteur | Palier | Mise en service | 1re visite décennale | 2e visite décennale | 3e visite décennale | 4e visite décennale | 5e visite décennale |
| --------------- | ------ | --------------- | -------------------- | ------------------- | ------------------- | ------------------- | ------------------- |
| BELLEVILLE-1    | P’4    | 1988            | 2000                 | 2010                | 2020                |                     |                     |
| BELLEVILLE-2    | P’4    | 1989            | 1999                 | 2009                | 2019                |                     |                     |
| BLAYAIS-1       | CP1    | 1981            | 1992                 | 2003                | 2012                | 2022                | ?                   |
| BLAYAIS-2       | CP1    | 1983            | 1993                 | 2003                | 2013                | 2023                | ?                   |
| BLAYAIS-3       | CP1    | 1983            | 1994                 | 2004                | 2014                | 2024                |                     |
| BLAYAIS-4       | CP1    | 1983            | 1995                 | 2005                | 2015                | 2025                |                     |
| BUGEY-2         | CP0    | 1979            | 1990                 | 2000                | 2010                | 2020                | ?                   |
| BUGEY-3         | CP0    | 1979            | 1991                 | 2002                | 2013                | 2023                | ?                   |
| BUGEY-4         | CP0    | 1979            | 1990                 | 2001                | 2011                | 2020                |                     |
| BUGEY-5         | CP0    | 1980            | 1991                 | 2001                | 2011                | 2022                |                     |
| CATTENOM-1      | P’4    | 1987            | 1997                 | 2006                | 2016                |                     |                     |
| CATTENOM-2      | P’4    | 1988            | 1998                 | 2008                | 2018                |                     |                     |
| CATTENOM-3      | P’4    | 1991            | 2001                 | 2011                | 2021                |                     |                     |
| CATTENOM-4      | P’4    | 1992            | 2003                 | 2013                | 2024                |                     |                     |
| CHINON-B-1      | CP2    | 1984            | 1994                 | 2003                | 2013                | 2023                | ?                   |
| CHINON-B-2      | CP2    | 1984            | 1996                 | 2006                | 2016                |                     | ?                   |
| CHINON-B-3      | CP2    | 1987            | 1999                 | 2009                | 2019                |                     |                     |
| CHINON-B-4      | CP2    | 1988            | 2000                 | 2010                | 2020                |                     |                     |
| CHOOZ-B-1       | N4     | 2000            | 2010                 | 2020                |                     |                     |                     |
| CHOOZ-B-2       | N4     | 2000            | 2009                 | 2019                |                     |                     |                     |
| CIVAUX-1        | N4     | 2002            | 2011                 | 2021                |                     |                     |                     |
| CIVAUX-2        | N4     | 2002            | 2012                 | 2022                |                     |                     |                     |
| CRUAS-1         | CP2    | 1984            | 1995                 | 2005                | 2015                | 2025                | ?                   |
| CRUAS-2         | CP2    | 1985            | 1997                 | 2007                | 2018                |                     | ?                   |
| CRUAS-3         | CP2    | 1984            | 1994                 | 2004                | 2014                | 2024                |                     |
| CRUAS-4         | CP2    | 1985            | 1996                 | 2006                | 2016                |                     |                     |
| DAMPIERRE-1     | CP1    | 1980            | 1990                 | 2001                | 2011                | 2021                | ?                   |
| DAMPIERRE-2     | CP1    | 1981            | 1991                 | 2002                | 2012                | 2022                | ?                   |
| DAMPIERRE-3     | CP1    | 1981            | 1992                 | 2003                | 2013                | 2023                |                     |
| DAMPIERRE-4     | CP1    | 1981            | 1993                 | 2004                | 2014                | 2024                |                     |
| FESSENHEIM-1    | CP0    | 1978            | 1989                 | 1999                | 2009                | /                   | /                   |
| FESSENHEIM-2    | CP0    | 1978            | 1990                 | 2001                | 2011                | /                   | /                   |
| FLAMANVILLE-1   | P4     | 1986            | 1997                 | 2008                | 2018                |                     |                     |
| FLAMANVILLE-2   | P4     | 1987            | 1998                 | 2008                | 2019                |                     |                     |
| FLAMANVILLE-3   | EPR    |                 |                      |                     |                     |                     |                     |
| GOLFECH-1       | P’4    | 1991            | 2001                 | 2012                | 2022                |                     |                     |
| GOLFECH-2       | P’4    | 1994            | 2004                 | 2014                | 2025                |                     |                     |
| GRAVELINES-1    | CP1    | 1980            | 1990                 | 2001                | 2011                | 2021                | ?                   |
| GRAVELINES-2    | CP1    | 1980            | 1991                 | 2002                | 2013                | 2023                | ?                   |
| GRAVELINES-3    | CP1    | 1981            | 1992                 | 2002                | 2012                | 2022                |                     |
| GRAVELINES-4    | CP1    | 1981            | 1993                 | 2003                | 2014                | 2024                |                     |
| GRAVELINES-5    | CP1    | 1985            | 1996                 | 2006                | 2016                |                     |                     |
| GRAVELINES-6    | CP1    | 1985            | 1997                 | 2008                | 2020                |                     |                     |
| NOGENT-1        | P’4    | 1988            | 1998                 | 2009                | 2019                |                     |                     |
| NOGENT-2        | P’4    | 1989            | 1999                 | 2010                | 2020                |                     |                     |
| PALUEL-1        | P4     | 1985            | 1996                 | 2006                | 2015                |                     |                     |
| PALUEL-2        | P4     | 1985            | 1995                 | 2005                | 2015                |                     |                     |
| PALUEL-3        | P4     | 1986            | 1997                 | 2007                | 2018                |                     |                     |
| PALUEL-4        | P4     | 1986            | 1998                 | 2008                | 2019                |                     |                     |
| PENLY-1         | P’4    | 1990            | 2002                 | 2011                | 2021                |                     |                     |
| PENLY-2         | P’4    | 1992            | 2004                 | 2014                | 2024                |                     |                     |
| ST. ALBAN-1     | P4     | 1986            | 1997                 | 2007                | 2017                |                     |                     |
| ST. ALBAN-2     | P4     | 1987            | 1998                 | 2008                | 2018                |                     |                     |
| ST. LAURENT-B-1 | CP2    | 1983            | 1996                 | 2005                | 2015                | 2025                |                     |
| ST. LAURENT-B-2 | CP2    | 1983            | 1993                 | 2003                | 2013                | 2023                |                     |
| TRICASTIN-1     | CP1    | 1980            | 1990                 | 1999                | 2009                | 2019                | ?                   |
| TRICASTIN-2     | CP1    | 1980            | 1991                 | 2000                | 2011                | 2021                | ?                   |
| TRICASTIN-3     | CP1    | 1981            | 1992                 | 2001                | 2012                | 2022                |                     |
| TRICASTIN-4     | CP1    | 1981            | 1992                 | 2004                | 2014                | 2024                |                     |